# وزارة الإعلام والثقافة (الكويت)
وزارة الثقافة والإعلام في الكويت هي جهة حكومية معنية بصياغة السياسات الإعلامية والثقافية في الدولة، وتشمل مسؤولياتها حماية التراث، دعم الفن والأدب، والإشراف على السياحة والمواقع الأثرية. أُنشئت بتفويض أميري في عام 1979.

## نبذة تاريخية
بدأت المسيرة الإعلامية الرسمية في الكويت عام 1954 مع صدور الجريدة الرسمية، وتأسيس إدارة الطباعة والنشر عام 1955 تحت إشراف شيخ صباح الأحمفي 1959 صدر مرسوم يقضي بأن تكون كل ما يتعلق بالصحافة ضمن "إدارة الصحافة والنشر". عام 1962 تحوّل مكتب الطباعة إلى "وزارة الإرشاد والأخبار"، ثم ضُمّت إليها الإذاعة والتلفزيون. في فبراير عام 1971 أُعيد تنظيمها باسم "وزارة الإعلام"، وانتقلت مهمة النشر إلى وزارة الشؤون الاجتماعية والعمل.

## مهام الوزارة
تشمل المهام رسم السياسات الثقافية والإعلامية، دعم الصناعات الفنية، تطوير الإعلام الحكومي، بناء الهوية المرئية للوزارة، وتشجيع السياحة وتنويع مصادر المعرفة.

## الاستراتيجية 2021–2026
أطلقت الوزارة استراتيجية تستمر خمس سنوات تهدف إلى تحديث الإعلام الرسمي، وتطوير المحتوى الإعلامي، وتعزيز البنية التحتية والتقنية، وإنتاج الأعمال الدرامية والثقافية، وإقامة مدينة الإنتاج الإعلامي.

## الوزراء الحاليون والسابِقون
| الاسم                                    | تاريخ التعيين | تاريخ انتهاء الخدمة |
| ---------------------------------------- | ------------- | ------------------- |
| صباح الأحمد الجابر الصباح                | 1962          | 1963                |
| مبارك عبد الله الأحمد الصباح             | 1963          | 1963                |
| صباح الأحمد الجابر الصباح (مجدداً)        | 1963          | 1964                |
| جابر العلي السالم الصباح                 | 1964          | 1981                |
| صباح الأحمد الجابر الصباح (مجدّداً)        | 1981          | 1985                |
| ناصر المحمد الأحمد الجابر الصباح         | 1985          | 1986                |
| جابر المبارك الحمد الصباح                | 1988          | 1990                |
| بدر جاسم محمد اليعقوب                    | 1990          | 1992                |
| سعود ناصر السعيد الصباح                  | 1992          | 1996                |
| يوسف محمد السميط                         | 1998          | 1999                |
| سعد بن طفلة العجمي                       | 1999          | 2000                |
| سعود ناصر السعيد الصباح (مرة ثانية)      | 2000          | 2001                |
| أحمد الفهد الأحمد الصباح                 | 2001          | 2003                |
| محمد عبد الله أبو الحسن                  | 2003          | 2005                |
| أنس محمد الرشيد                          | 2005          | 2006                |
| محمد ناصر السنعوسي                       | 2006          | 2007                |
| بدر ناصر الحميدي                         | 2006          | 2006                |
| عبدالله سعود المحلّبي                     | 2007          | 2007                |
| صباح خالد الحمد الصباح                   | 2008          | 2009                |
| أحمد عبد الله الأحمد الصباح              | 2009          | 2011                |
| محمد عبد الله المبارك الصباح             | 2012          | 2012                |
| سلمان صباح السالم الحمود الصباح          | 2012          | 2015                |
| محمد عبد الله المبارك الصباح (مرة ثانية) | 2016          | 2016                |
| محمد الجبري                              | 2016          | 2020                |
| عبد الرحمن بداح المطيري                  | 2020          | 2021                |
| حمد أحمد روح الدين                       | 2021          | 2022                |
| عبد الرحمن بداح المطيري (مرة ثانية)      | 2022          | حتى الآن            |

المصادر:
وزير الإعلام والثقافة الحالي هو عبد الرحمن بداح المطيري، الذي تولّى المنصب منذ آب عام 2022 حتى الوقت الراهن.